# Adelsö prästgård
Adelsö prästgård este o arie protejată (arie specială de conservare — SAC, sit de importanță comunitară — SCI) din Suedia întinsă pe o suprafață de 2,5 ha, integral pe uscat.

## Localizare
Centrul sitului Adelsö prästgård este situat la coordonatele 59°21′47″N 17°29′41″E / 59.3631°N 17.4947°E.

## Înființare
Situl Adelsö prästgård a fost declarat sit de importanță comunitară în iunie 2001 pentru a proteja un număr necunoscut de specii din flora spontană și fauna sălbatică aflate în arealul zonei. Situl a fost protejat și ca arie specială de conservare în martie 2011.

## Biodiversitate
Situată în ecoregiunea boreală, aria protejată conține 1 habitat natural: Pășuni din zone de pădure fino-scandinave.
La baza desemnării sitului se află un număr nedeclarat de specii protejate.